# Ндонгала, Дьюмерси
Дьюмерси Ндонгала (фр. Dieumerci Ndongala; род. 14 июня 1991, Сен-Дени, Франция) — конголезский футболист, полузащитник клуба «АПОЭЛ». Выступал в сборной ДР Конго.

## Клубная карьера
Ндонгала — воспитанник льежского клуба «Стандард». В 2011 году он начал профессиональную карьеру в люксембургском клуба «Женесс», где провёл два сезона и помог ей выйти в финал национального кубка. В 2013 году Дьюмерси вернулся в Бельгию, где отыграл два сезона за команду Второго дивизиона «Ла-Лувьер». В начале 2014 года Ндонгала подписал контракт с «Шарлеруа». 8 февраля в матче против «Локерен» он дебютировал в Жюпиле Лиге. 3 мая в поединке против «Кортрейка» он забил свой первый гол за «Шарлеруа». 23 июля 2015 года в отборочном матче Лиги Европы против израильского «Бейтара» Дьюмерси забил гол.
Летом 2016 года Ндонгала перешёл в «Гент». 13 августа в матче против своего бывшего клуба «Шарлеруа» он дебютировал за новую команду, заменив во втором тайме Даниэля Миличевича.
В начале 2017 года Дьюмерси перешёл в льежский «Стандард». 4 августа в матче против «Генка» он дебютировал за новую команду. В начале 2018 года для получения игровой практики Ндонгала перешёл в «Генк» на правах аренды. 3 февраля в матче против «Мускрон-Перювельз» он дебютировал за новый клуб. В этом же поединке Дьюмерси забил свой первый гол за «Генк». По окончании аренды клуб выкупил трансфер игрока за 1,2 млн. евро.

## Международная карьера
Дьюмерси сыграл несколько матчей за юношескую сборную Бельгии. В 2015 году Ндонгала дебютировал за сборную ДР Конго.